# Quy tắc xuất xứ
Trong thương mại quốc tế quy tắc xuất xứ được sử dụng để xác định quốc gia xuất xứ của một sản phẩm hàng hóa. Có hai loại quy tắc xuất xứ phổ biến phụ thuộc vào cách áp dụng, là các quy tắc ưu đãi và không ưu đãi về xuất xứ (19 CFR 102). Các quy tắc chính xác thực thi thì khác nhau tùy theo các thỏa thuận giữa các quốc gia .

## Ưu đãi
Ưu đãi về quy tắc xuất xứ là một phần của một khu vực mậu dịch tự do hoặc một thỏa thuận thương mại ưu đãi bao gồm các nhượng bộ về thuế quan. Những thoả thuận thương mại này có thể là các hiệp định thương mại đơn phương, song phương hoặc khu vực (đôi khi còn gọi là đa phương) . Các quy tắc xuất xứ xác định những sản phẩm nào có thể hưởng lợi từ ưu đãi thuế quan hoặc ưu đãi, nhằm tránh chuyển tải hàng hóa (Transshipment) .

## Không ưu đãi
Các quy tắc xuất xứ không ưu đãi được sử dụng để xác định nước xuất xứ cho một số mục đích nhất định. Những mục đích này có thể là hạn ngạch, chống bán phá giá, chống gian lận, thống kê hoặc ghi nhãn nguồn gốc.
Cơ sở cho các quy tắc không ưu đãi bắt nguồn từ Công ước Kyoto  quy định rằng nếu một sản phẩm được thu hoạch toàn bộ hoặc sản xuất hoàn toàn trong phạm vi một quốc gia, sản phẩm sẽ được coi là có nguồn gốc ở nước đó . Đối với sản phẩm đã được sản xuất ở nhiều nước, sản phẩm sẽ được xác định có nguồn gốc ở nước mà đã có sự chuyển đổi cơ bản cuối cùng.
Để xác định chính xác những gì đã được chuyển đổi đáng kể cuối cùng, ba quy tắc chung được áp dụng: 
1. Thay đổi phân loại thuế quan (ở bất kỳ mức nào, mặc dù mức 4 chữ số là phổ biến nhất)
2. Quy tắc giá trị gia tăng (ad valorem)
3. Quy trình xử lý đặc biệt, sự chuyển đổi tối thiểu được mô tả. Ví dụ, trong các quy tắc xuất xứ không ưu đãi của EU đối với áo thun (HS6109), nguồn gốc được cho là ở nước đã hoàn thiện việc gia công cuối cùng [7].

Theo các quy tắc không ưu đãi một sản phẩm luôn có chính xác một quốc gia xuất xứ. Tuy nhiên, các quy tắc không ưu đãi có thể khác nhau giữa các quốc gia; cùng một sản phẩm có thể có nguồn gốc khác nhau tùy thuộc vào kế hoạch của một quốc gia được áp dụng. Thông thường, các quy tắc của quốc gia mà một sản phẩm đang được nhập khẩu áp dụng.